# 埃基利 (明尼蘇達州)
埃基利（英語：Akeley）是一個位於美國明尼蘇達州哈伯德縣的城市。

## 人口
根據2020年美國人口普查的數據，埃基利的面積為3.87平方千米，當中陸地面積為3.80平方千米，而水域面積為0.07平方千米。當地共有人口404人，而人口密度為每平方千米104人。